# Antillormenis sanctivincenti
Antillormenis sanctivincenti är en insektsart som beskrevs av Ronald Gordon Fennah 1942. Antillormenis sanctivincenti ingår i släktet Antillormenis och familjen Flatidae. Inga underarter finns listade i Catalogue of Life.